# Секирино (Баловнёвский сельсовет)
Секирино — деревня Баловнёвского сельсовета Данковского района Липецкой области.

## География
В деревне имеется одна улица: Луговая.
Южнее Секирино находятся несколько водоёмов и лес.

## Население
| 2010 |
| ---- |
| 43   |

Население деревни в 2009 году составляло 36 человек (23 двора), в 2015 году — 28 человек.